# 允姓之戎
允姓之戎，又稱小戎，為中國古代部族，屬於西戎，其部落為允姓。原居地為瓜州，後移居至今山西省與河南省等地，留居瓜州的被稱為瓜州戎，根據移居地不同，分支有陸渾戎、陰戎、伊洛之戎與九州之戎等。

## 歷史
允姓之戎，原居於瓜州，相傳先祖為顓頊，為檮杌後代。
前672年，晉獻公自戎娶二女，小戎子生夷吾，為日後的晉惠公。杜預認為小戎子出身允姓之戎。
前649年，周襄王時代，發生王子帶之亂，伊洛之戎曾參加。
前638年，秦國與晉國將陸渾戎遷到河南伊川。

## 居住地區
允姓之戎最早居於瓜州，杜預認為此地即敦煌。顧頡剛反駁此說不正確，認為春秋時的瓜州，應位於關中、秦嶺地區。
姜戎國的先祖也居住在瓜州，在晉惠公時移居中原。杜預認為，允姓之戎分支自姜姓。
據荀濟引用《漢書》記載，塞種源自允姓之戎。

## 學術考證
中華民國學者王國維曾主張玁狁、犬戎、混夷等，與允姓之戎，皆是匈奴的先祖。陳夢家認為，允姓之戎即玁狁。
中華人民共和國學者錢伯泉、楊憲益與饒宗頤等主張允姓之戎為塞種。余太山考證允姓之戎為少昊後裔，原居若水，後遷往瓜州，並成為塞種的先祖，而塞種建立了大夏、月氏與貴霜王朝等。由考古人類學證據，余太山認為月氏、塞種，與吐火羅人相同，皆源自原始印歐人。余太山認為古希臘學者斯特拉波《地理學》一書中記載的Asii，即為允姓之戎，他進而推測所有源自黃帝的氏族，可能帶有原始印歐人血統。
中華民國學者劉節考證，允字古字與羌、姜相近，因此允姓之戎即姜姓之戎，皆源於羌族。中華人民共和國學者冉光榮等人，認為伊洛之戎與陸渾戎等，皆為姜姓之戎，與允姓之戎，皆源自羌族。中華民國學者劉文起，與中華人民共和國學者黃烈等，主張為羌戎、陸渾戎、義渠戎等西戎族群皆為羌族。
中華人民共和國學者何光岳主張允姓之戎等戎人起源自東夷。
學者陳炫瑋認為，九州之戎為陸渾戎、揚戎、拒戎、泉戎、皋戎、伊雒之戎、姜戎、茅戎與陰戎，九個族群的合稱，皆源出允姓之戎。
學者林澐指出，先秦西戎是由華夏人群分裂出的一支，與战国以后的胡人各民族并沒有任何關係。